# Italiens Grand Prix 1971

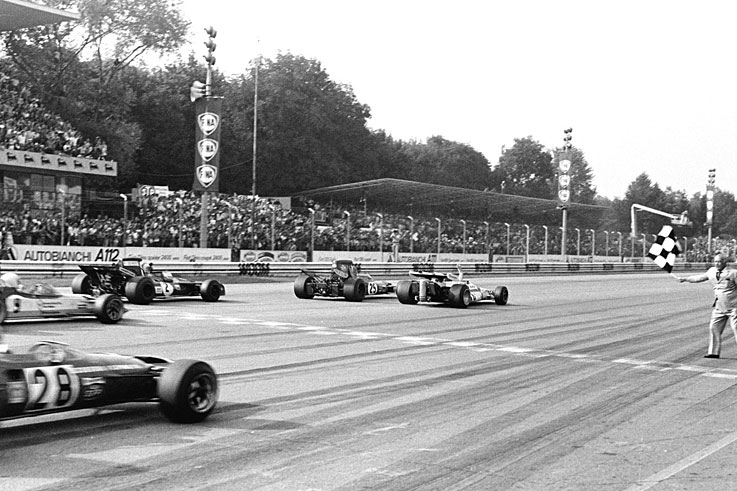
Vid målgång skiljde det endast 1 hundradel mellan 1:an Peter Gethin och 2:an Ronnie Peterson.

Italiens Grand Prix 1971 var det nionde av elva lopp ingående i formel 1-VM 1971.  

## Resultat
1. Peter Gethin, BRM, 9 poäng
2. Ronnie Peterson, March-Ford, 6
3. François Cévert, Tyrrell-Ford, 4
4. Mike Hailwood, Surtees-Ford, 3
5. Howden Ganley, BRM, 2
6. Chris Amon, Matra, 1
7. Jackie Oliver, McLaren-Ford
8. Emerson Fittipaldi, World Wide Racing (Lotus-Pratt & Whitney)
9. Jo Siffert, BRM
10. Joakim Bonnier, Jo Bonnier (McLaren-Ford)

### Förare som bröt loppet
- Graham Hill, Brabham-Ford (varv 47, växellåda)
- Jean-Pierre Jarier, Shell Arnold Racing (March-Ford) (47, för få varv)
- Mike Beuttler, Clarke-Mordaunt-Guthrie (March-Ford) (41, motor)
- Henri Pescarolo, Williams (March-Ford) (40, upphängning)
- Andrea de Adamich, March-Alfa Romeo (33, motor)
- Clay Regazzoni, Ferrari (17, motor)
- Jacky Ickx, Ferrari (15, motor)
- Jackie Stewart, Tyrrell-Ford (15, motor)
- Nanni Galli, March-Ford (11, elsystem)
- Tim Schenken, Brabham-Ford (5, upphängning)
- Silvio Moser, Bellasi-Ford (5, upphängning)
- Helmut Marko, BRM (3, motor)
- John Surtees, Surtees-Ford (3, motor)
- Rolf Stommelen, Surtees-Ford (0, olycka)